# Brachistochrona

Brachistochrona

Brachistochrona (z řeckého brachistos nejkratší, chronos čas), označovaná také jako křivka nejkratšího spádu, je křivka spojující dva body, po které se hmotný bod dostane z počátečního klidu v jednom bodě do druhého působením homogenního gravitačního pole za nejkratší dobu.
Názorně si lze představit, že hledáme tvar drátu, po němž má (bez tření) klouzat kulička mezi dvěma body co nejrychleji.
Pomocí poměrně složitých postupů (včetně variačního počtu) lze dokázat, že brachistochrona je část prosté cykloidy. Na rozdíl od klasické polohy cykloidy používané např. u mostních oblouků je však brachistochrona osově souměrná podle vodorovné osy.
Toto označení zavedl Johann Bernoulli roku 1696 v časopise Acta Eruditorum a sám předložil řešení (kromě svého bratra Jacoba a j.).

## Úloha o brachistochroně
Úkolem je najít tvar spojnice dvou bodů A a B, po které by se těleso pohybující se vlivem gravitační síly, dostalo z A do B v nejkratším čase. Předpokládá se pohyb v homogenním tíhovém poli a odporové síly se zanedbávají. Pokud by oba body ležely "pod sebou" (na stejné svislici), tak je zřejmě úloha triviální, hledanou křivkou je úsečka.

Schéma k úloze o brachistochroně

Úlohu lze matematicky formulovat tak, že hledáme takovou hladkou rovinnou křivku spojující body {\displaystyle A[0,y_{A}],B[x_{B},0]} (bez újmy na obecnosti předpokládáme {\displaystyle y_{A}\geq 0} a {\displaystyle x_{B}>0}), po níž se hmotný bod o hmotnosti {\displaystyle m} pohybuje v tíhovém poli od bodu A do bodu B za nejkratší dobu. Volba souřadnicového systému je zobrazena na obrázku, tíhová síla má obvyklý směr záporné poloosy y, díky symetrii pohyb nastává ve svislé rovině obsahující oba body.
Podle zákona zachování energie platí
{\displaystyle {\frac {1}{2}}mv^{2}=mg(y_{A}-y)}.
Úpravou tohoto vztahu dostaneme výraz pro rychlost (která zřejmě nezávisí na hmotnosti),
{\displaystyle v^{2}=2g(y_{A}-y)}.
Pokud předpokládáme explicitní rovnici brachistochrony
{\displaystyle y=y(x)},
rychlost je možné vyjádřit také jako
{\displaystyle v={\frac {\mathrm {d} s}{\mathrm {d} t}}={\sqrt {\left({\frac {\mathrm {d} x}{\mathrm {d} t}}\right)^{2}+\left({\frac {\mathrm {d} y}{\mathrm {d} t}}\right)^{2}}}={\sqrt {\left({\frac {\mathrm {d} x}{\mathrm {d} t}}\right)^{2}+\left({\frac {\mathrm {d} y}{\mathrm {d} x}}{\frac {\mathrm {d} x}{\mathrm {d} t}}\right)^{2}}}={\sqrt {1+{y^{\prime }}^{2}}}{\frac {\mathrm {d} x}{\mathrm {d} t}}},
kde bylo užito vztahu pro dráhu {\displaystyle s} pohybu a faktu, že řešíme jen tu část pohybu, kdy souřadnice x roste s časem (tzn. kromě startu a popř. koncového bodu, pokud leží ve stejné výšce).
Předpokládáme, že platí {\displaystyle y<y_{A}} pro {\displaystyle (0,x_{B})}, vynecháváme tudíž počáteční bod a případnou horní úvrať, pokud by koncový bod ležel stejně vysoko jako počáteční. Potom dostaneme z předchozích výrazů vztah
{\displaystyle \mathrm {d} t={\frac {\mathrm {d} s}{v}}={\sqrt {\frac {1+{y^{\prime }}^{2}}{2g(y_{A}-y)}}}\mathrm {d} x}
Celkovou dobu potřebnou k proběhnutí podél křivky z bodu A do B lze tedy zapsat jako
{\displaystyle T=\int _{0}^{x_{B}}{\sqrt {\frac {1+{y^{\prime }}^{2}}{2g(y_{A}-y)}}}\mathrm {d} x}
Fyzikální problém se tedy redukuje na řešení variačního problému minimalizace funkcionálu s integrandem (Lagrangeovou funkcí) {\displaystyle F(y,y^{\prime })={\sqrt {\frac {1+{y^{\prime }}^{2}}{2g(y_{A}-y)}}}}, nezávislým (explicitně) na x.
V tomto případě existuje dle Beltramiho identity pro příslušnou Eulerovu–Lagrangeovu diferenciální rovnici extremály y první integrál ve tvaru
{\displaystyle F-y^{\prime }{\frac {\partial F}{\partial y^{\prime }}}=C}.
Dosazením získáme
{\displaystyle {\sqrt {\frac {1+{y^{\prime }}^{2}}{2g(y_{A}-y)}}}-y^{\prime }{\frac {y^{\prime }}{\sqrt {2g(y_{A}-y)}}}{\frac {1}{\sqrt {1+{y^{\prime }}^{2}}}}=C},
kde {\displaystyle C} je konstanta.
Úpravou posledního vztahu dostaneme
{\displaystyle 1=C{\sqrt {2g(y_{A}-y)}}{\sqrt {1+{y^{\prime }}^{2}}}}
a umocněním
{\displaystyle 1=2C^{2}g(y_{A}-y)(1+{y^{\prime }}^{2})}
Protože {\displaystyle C\neq 0}, lze označit {\displaystyle K={\frac {1}{2gC^{2}}}}, čímž získáme
{\displaystyle {\frac {K}{1+{y^{\prime }}^{2}}}=y_{A}-y}.
Tuto nelineární diferenciální rovnici 1. řádu lze výhodně řešit parametrickou substitucí
{\displaystyle y^{\prime }=\operatorname {tg} {\frac {\varphi }{2}}},
řešením dostaneme parametrické vyjádření hledané křivky ve tvaru
{\displaystyle x(\varphi )={\frac {K}{2}}(\varphi +\sin {\varphi })+L},
{\displaystyle y(\varphi )=y_{A}-{\frac {K}{2}}(1-\cos {\varphi })},
kde {\displaystyle K,L} jsou integrační konstanty, které se určí z (okrajových) podmínek, že hledaná křivka prochází body A a B.
Jedná se o část prosté cykloidy, s úvratí v bodě A.

## Odvození pomocí Fermatova principu
Protože se jedná o minimalizaci doby pohybu, lze úlohu o brachistochroně vyřešit také pomocí Fermatova principu z optiky, podle něhož je doba šíření světla extrémní. Celkovou dobu šíření lze vyjádřit
{\displaystyle T=\int _{t_{1}}^{t_{2}}{\rm {{d}t=\int _{A}^{B}{\frac {\rm {{d}s}}{v}}={\frac {1}{c}}\int _{A}^{B}n{\rm {{d}s,}}}}}
kde n je index lomu prostředí a c rychlost světla ve vakuu.
Dráha minimalizující čas (extrémála funkcionálu) je dána řešením paprskové rovnice, která v nehomogenním prostředí, kde rychlost světla závisí jen na jedné souřadnici, má tvar (zákona lomu)
{\displaystyle n(y)\cdot \sin \alpha =konst,}
kde {\displaystyle \alpha } je odchylka paprsku od osy y. Po dosazení rychlosti místo indexu lomu a za sinus (vlastně je to kosinus odchylky od osy x, vyjádřený pomocí tangens - směrnice tečny dráhy), dostáváme (značení stejné jako u původního odvození)
{\displaystyle {\frac {1}{\sqrt {2g(y_{A}-y)}}}{\frac {1}{\sqrt {1+{y^{\prime }}^{2}}}}=konst,}
což je stejná (diferenciální) rovnice prosté cykloidy jako výše.

## Geometrické odvození
Z výše uvedeného výrazu pro funkcionál doby pohybu T=T(y) je vidět, že z hlediska diferenciální geometrie je brachistochrona formálně geodetika plochy, kde vzdálenost je dána koeficienty první základní formy
{\displaystyle E(x,y)=1,F=0,G={\frac {1}{\sqrt {y}}}.}